# Teatro Municipal de São Paulo
El Teatro Municipal de São Paulo es uno de los más importantes teatros de la ciudad de São Paulo y una de las postales de la capital paulista, tanto por su estilo arquitectónico semejante al de los más importantes teatros del mundo como por su importancia histórica, por haber sido sede de la Semana de Arte Moderno de 1922, el marco inicial del Modernismo en el arte y la literatura brasileña.
Fue construido para albergar principalmente ópera y conciertos. Es sede de la Orquesta Sinfónica Municipal de São Paulo y del Coro Lírico. Está ubicado en el centro histórico de la ciudad de São Paulo.

## Historia

### Planeamiento, construcción e inauguración

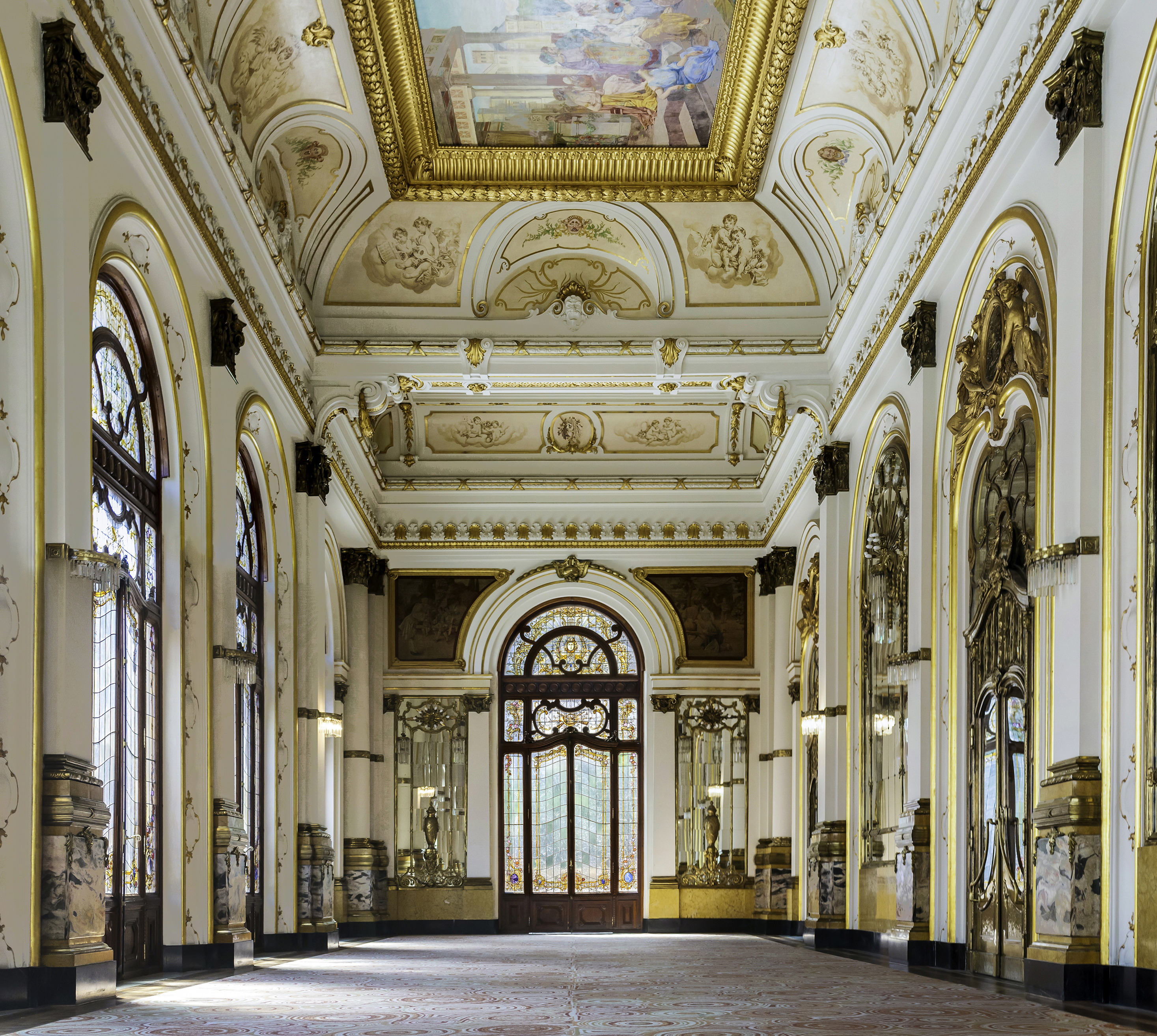
El Salón Noble

El planeamiento de un majestuoso teatro para la capital paulista se basó en la creciente importancia de la ciudad en el ámbito nacional, que a comienzos del siglo XX albergaba a la alta burguesía brasileña, de la cual una gran parte tenía sus negocios en las plantaciones de café, que concentraban un buen número de italianos en São Paulo. La ciudad contaba apenas con el Teatro São José, que luego de un incendio quedó inutilizado para recibir espectáculos internacionales, y la élite paulistana pedía la creación de un nuevo teatro que estuviese a la altura de los mejores del mundo y fuese capaz de albergar grandes espectáculos de ópera.
El lugar elegido para la construcción fue el Morro do Chá, que ya albergaba al nuevo Teatro São José. Ramos de Azevedo fue el ingeniero designado para la construcción, contando también con la colaboración de los arquitectos italianos Cláudio Rossi y Domiziano Rossi. En 1903 la obra pública fue iniciada y São Paulo pasó a tener una de los mejores salas del mundo para la presentación de espectáculos, principalmente óperas. Como era costumbre que las construcciones tuviesen un estilo ecléctico, la mayoría de los materiales fueron importados de Europa, teniendo como referencia arquitectónica al Teatro Ópera de París. La obra duró cerca de ocho años.
En su primera noche de espectáculo, fue interpretada la ópera Hamlet, de Ambroise Thomas, el que insertó a São Paulo en la agenda internacional de los grandes espectáculos. Antes de esa presentación, la noche fue iniciada con O Guarani, pues la idea inicial era la presentación de un canto lírico brasileño, pero la compañía, comandada por el italiano Titta Ruffo, famoso barítono de la época, no contaba con ninguna obra nacional en su repertorio. Hubo, además, otros problemas antes del estreno. Los escenarios no llegaron a Brasil a tiempo y, en la nueva fecha arreglada hubo un retraso más, causando una gran aglomeración de carruajes y automóviles.
La nueva fecha, día 12 de septiembre de 1911, superó todas las expectativas del público en general y de la alta sociedad paulistana, que, según relatos de la época, se impresionó con la bella iluminación interna y externa del establecimiento, más allá del propio espectáculo, a tal punto que algunos se quedaron en los jardines del lugar hasta tarde luego de la exhibición.

### Los primeros años
De 1912 a 1926, el teatro presentó 88 óperas de 41 compositores diferentes; diecisiete de ellos italianos, diez franceses, ocho brasileños, cuatro alemanes y dos rusos, totalizando 270 espectáculos. Pero el hecho más destacado del teatro durante este período y tal vez en toda su existencia no fue una ópera sino un evento que asustaría e indignaría a gran parte de los paulistanos de la época: la semana de arte moderno de 1922.

### La Semana de Arte Moderno
Del 11 al 18 de febrero, el Teatro Municipal fue sede de un evento modernista denominado Semana de Arte Moderno de 1922. Durante los siete días del evento hubo una exposición modernista y en las noches de los días 13, 15 y 17 hubo presentaciones de música, poesía y conferencias sobre la modernidad en Brasil y en el mundo.
El Modernismo planteaba una ruptura con todo valor artístico que había existido hasta ese momento, proponiendo un abordaje totalmente nuevo en la pintura, la literatura, la poesía y en los otros tipos de arte. La semana contó con nombres ya consagrados y otros futuros grandes exponentes del modernismo brasileño, entre ellos: Mário de Andrade, Oswald de Andrade, Tarsila do Amaral, Anita Malfatti y Menotti Del Picchia (que formaban el Grupo de los Cinco), además de Víctor Brecheret, Heitor Villa-Lobos y Di Cavalcanti.

### Mediados delsigloXX

Sección de la Sala de espectáculos.

Con el decurso de los años, el teatro que había sido creado casi exclusivamente para la ópera se mostró capaz de albergar otros eventos artísticos, como, además de la Semana de Arte Moderno, performances de bailarinas como Anna Pávlova e Isadora Duncan.
En las décadas siguientes, su opulencia fue desapareciendo debido a otras construcciones en los alrededores, que acompañaban el crecimiento de São Paulo, como, por ejemplo, el Edificio del Banespa. En la década de 1960, durante la gestión del prefecto Faria Lima, sus instalaciones fueron reformadas por primera vez; las paredes del teatro fueron pintadas y la obra original fue modificada.
A medida que pasaban los años, a pesar de continuar gozando de un gran respeto, el Teatro Municipal, con sus exhibiciones, fue perdiendo terreno como centro de cultura para la mayoría de la población, que pasó por diversas transformaciones socioculturales durante todo el siglo. De esta manera, las presentaciones del teatro quedaron dirigidas a un público muy selecto.

### Fines delsigloXXy comienzos delsigloXXI
En la década de 1980, el teatro pasó por una segunda reforma, iniciada en la gestión del prefecto Jânio Quadros. Tuvo como objetivo restaurar el trabajo de Ramos de Azevedo buscando mantener una gran fidelidad a la obra original. La fachada externa fue restaurada con arenisca proveniente de la misma mina que había provisto el material para la construcción original del edificio a principios del siglo XX. La reforma terminó en 1991 durante la gestión de Luiza Erundina.
Actualmente, a punto de cumplir su centenario, el Teatro Municipal de São Paulo es una de las salas más prestigiosas del país, albergando presentaciones dramáticas y óperas de grandes artistas brasileños e internacionales.

## Personalidades que pasaron por el teatro
- Carla Fracci
- Rudolph Nureyev
- Titta Ruffo
- Enrico Caruso
- Maria Callas
- Bidu Sayão
- Tito Schipa
- Arturo Toscanini
- Procópio Ferreira
- Cacilda Becker
- Vivien Leigh
- Raymond Jérôme
- Mário de Andrade
- Oswald de Andrade
- Tarsila do Amaral
- Anita Malfatti
- Menotti Del Pichia
- Víctor Brecheret
- Heitor Villa-Lobos
- Di Cavalcanti
- Lasar Segall
- Márcia Haydée
- Mijaíl Barýshnikov
- Ennio Morricone